# Věče

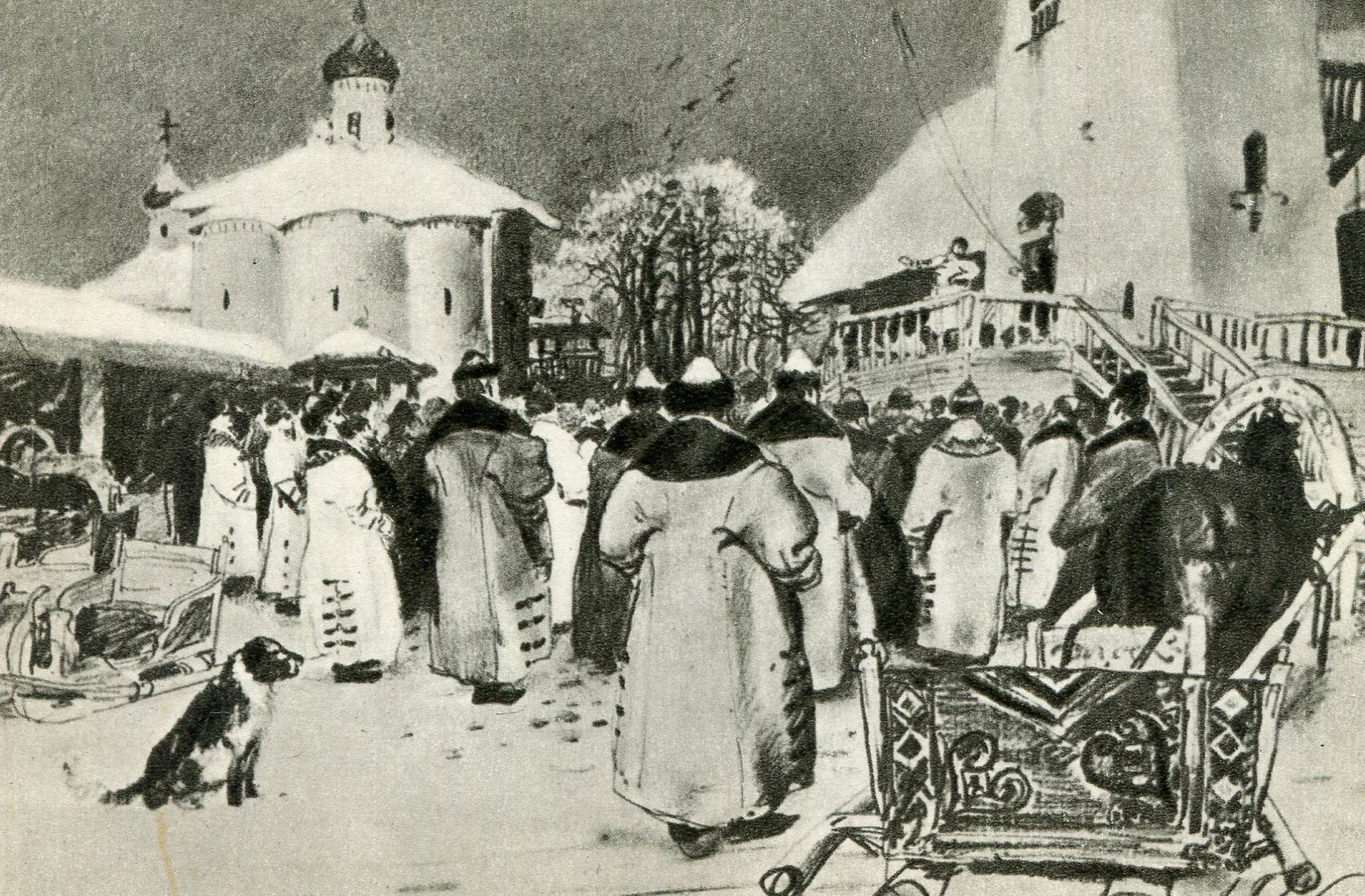
Věče v Novgorodu. Kresba Andreje P. Rjabuškina z konce 19. stol.

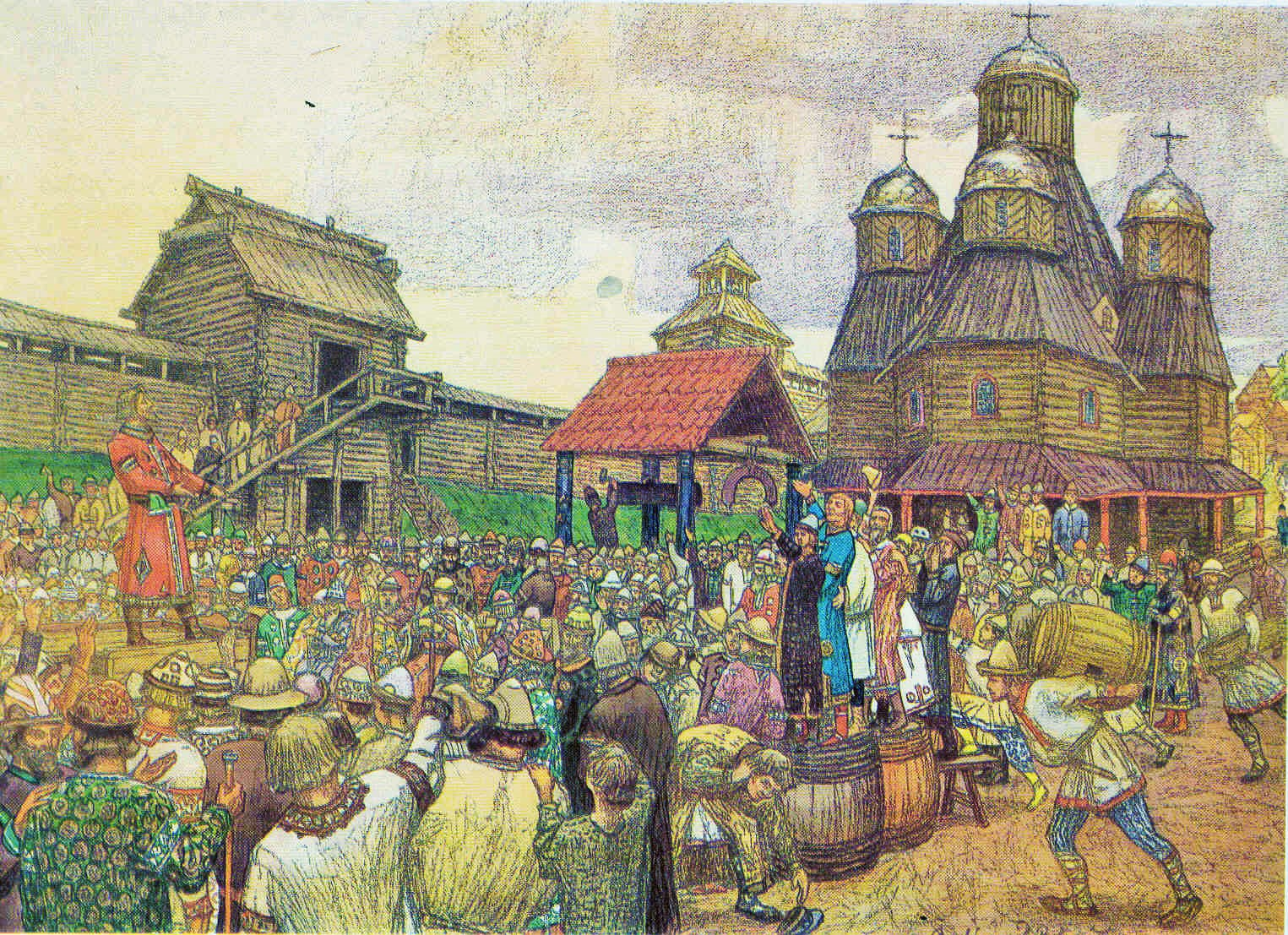
Věče v Pskově. Ilustrace Apollinarije M. Vasněcova z roku 1909

Věče (ze staroslovanského вѣште, věšte – „rada, místo promluv“) byl v období 10.–15. století sněm svobodných mužů na staré Rusi, navazující na raně středověká předstátní rodová shromáždění. Největšího významu věče dosáhly především v severozápadní Rusi: v Novgorodské a Pskovské republice. Podobně jako např. v severských zemích (Norsko, Švédsko, Dánsko, Anglie, Man, Faerské ostrovy, Island) nebo pozdějším Švýcarsku se na takových shromážděních demokraticky řešily a rozhodovaly nejrůznější otázky politicko-hospodářsko-vojenské: zúčastnění na věči – svolávaní k poradě zvoněním zvláštního „věčevého zvonu“ (rusky вечевой колокол, věčevoj kolokol) – mohli například zvolit či svrhnout knížete, rozhodovali také s kým bojovat a s kým naopak obchodovat, o vnitřních správních otázkách, zákonech apod.
Věče byla ustanovena ve většině měst, k radě ke knížeti byli odesíláni jejich zástupci, kteří vlastně tvořili mocenskou protiváhu knížecí vládě – a záleželo na momentálních poměrech, zda dokonce věče nebyly dočasně i silnější, než sám vladař a mohly rozhodnout i o jeho svržení či povolání na trůn. (To byl třeba případ slavného Alexandra Něvského, jehož novgorodské věče nejprve vyhnalo z města, aby jej později zas povolalo zpět.)
Svou autoritu však věče postupně ztratily v důsledku vpádu Tatarů (1237–42) ve prospěch knížat, jež byla nyní podřízena Zlaté hordě, útvaru se zcela jinými státoprávními metodami a tradicemi. Ve městech, která Tatary (resp. Mongoly) přímo dobyta nebyla (Novgorod, Pskov a Vjatka) věče udrželo svou roli po nejdelší čas, až do moskevské okupace těchto měst na konci 15. a začátku 16. století. Postupné vítězství silně autokratického Moskevského velkoknížectví nad všemi zbylými nástupnickými knížectvími po Kyjevské Rusi znamenalo zánik věčí a tudíž i potlačení samosprávného prvku v ruské společnosti – což byl příkrý rozdíl oproti vývoji v západní a střední Evropě. Pro budoucí charakter ruského státu i národa to mělo dalekosáhlé důsledky.